# St. Pauli
St. Pauli è un quartiere di Amburgo amministrativamente afferente al distretto cittadino di Hamburg-Mitte.
Ha una superficie di 2,6 km² e una popolazione al 2016 di circa di 22 500 abitanti.

## Posizione
St. Pauli si trova immediatamente ad ovest del centro cittadino ed è affacciato sul fiume Elba, in prossimità del porto di Amburgo.

## Storia
All'inizio del XVII secolo si sviluppò come un quartiere denominato Hamburger Berg ("monte di Amburgo") giusto al di fuori delle mura della città e vicino ad Altona. Il nome deriva da una collina che si trovava in zona con scopi militari, che veniva utilizzato come campo di artiglieria. Successivamente, si iniziò a concedere la costruzione di nuovi edifici, ma presto il commercio, che non era accettato all'interno di Amburgo, a causa di rumori ed odori, fu relegato alla zona di Hamburger Berg. Anche i produttori di corde (o 'Reeper' in basso Tedesco) si trasferirono nella zona in quanto era difficile trovare spazi sufficientemente grandi per la loro attività in città. Il nome della via più famosa del quartiere, la Reeperbahn, è pertanto traducibile come "via dei Cordai". Quando fu concesso alla popolazione di vivere in St. Pauli, alla fine del XVII secolo, il comune decise di spostare il lazzaretto e le industrie più inquinanti fuori dal quartiere, che fu nominato così per la chiesa che vi venne costruita.
St. Pauli ha una lunga tradizione come centro di divertimento. Il grande porto di Amburgo vi portava una grande quantità di marinai che vi spendevano il tempo in attesa che la loro nave venisse caricata prima di ripartire. Da allora la prostituzione rimane un fattore connotante di St. Pauli: tutt'oggi il distretto a luci rosse si trova in Reeperbahn.
Le peculiarità di St. Pauli sono comunque molte: essere una delle culle del movimento punk tedesco, nonché sede della squadra di calcio dell'FC St. Pauli. St. Pauli ha anche una forte tradizione musicale: i Beatles vi vissero e vi suonarono prima di divenire famosi. Cantanti e attori come Hans Albers sono associati con St. Pauli, dando vita così all'inno non-ufficiale, Auf der Reeperbahn Nachts um Halb Eins.
Nel 2012, il quotidiano britannico The Guardian ha incluso St. Pauli nella lista dei cinque migliori posti al mondo in cui vivere, vicino al distretto di Cihangir, a Istanbul; la costa nord di Maui, ad Hawaii; la città di Santa Cruz de Tenerife, in Spagna, e Portland, nello stato dell'Oregon (Stati Uniti).

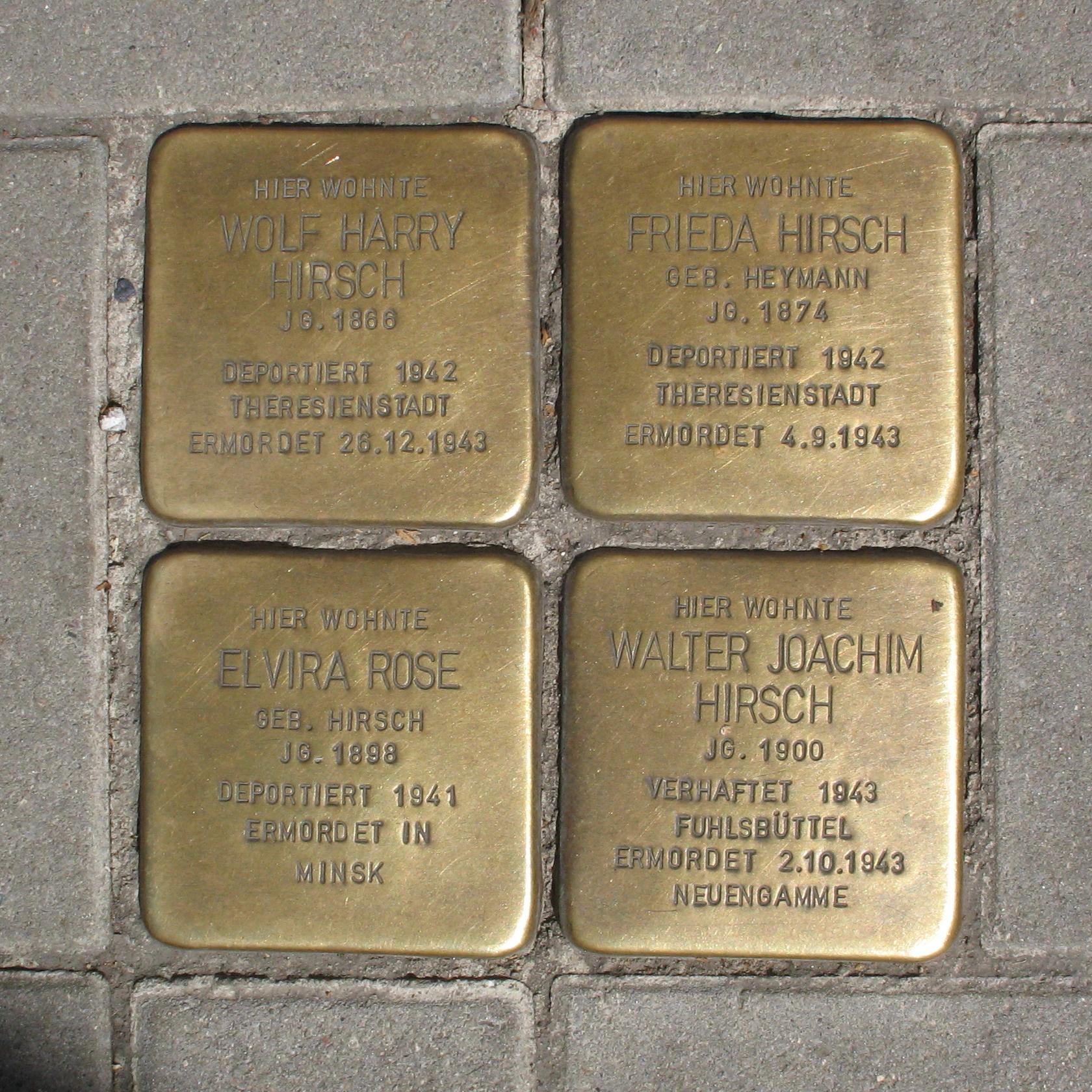
Pietre d'inciampo

## St. Pauli nella cultura
- A St. Pauli è ambientata la serie televisiva tedesca, andata in onda dal 1979 al 1982, St. Pauli-Landungsbrücken[2][3][4]
- Il gruppo italiano patchanka/ska punk Talco incise nel 2008 una canzone chiamata St.Pauli.